# Пугач брунатний
Пугач брунатний (Bubo coromandus) — вид птахів з роду пугач (Bubo), родини совових. Країни поширення: Бангладеш, Китай, Індія, Малайзія, М'янма, Непал, Пакистан та Таїланд.